# Република Египат (1953—1958)
Република Египат (арап. جمهورية مصر‎) назив је за бившу државу која је постојала на територији данашње Арапске Републике Египта од 1953. до 1958. године. 

## Настанак
Након 1945. године Египат запада у тешку економску кризу. Све већи отпор египатског народа приморао је Британце да 1946. године повуче своје трупе из Каира, Александрије и из делте Нила. Израелско-арапски рат избио је 1948. године. Египат је учествовао на страни арапске коалиције против Израела. Египатска војска тучена је због застарелог наоружања и бројчане слабости. Све то је изазивало велико незадовољство код народа. То је довело до стварања револуционарних трупа. Током или ускоро након Другог светског рата, формирано је друштво Слободних официра. Чинили су га најважнији протагонисти будуће историје Египта: Гамал Абдел Насер, Анвар ел Садат, Абдулхаким Амер и други. Друштво Слободних официра је 23. јула 1952. године извршило успешан државни удар. Владар је принуђен на изгнанство иако је република проглашена годину дана касније. За првог председника Републике проглашен је Мухамед Нагиб. Потпомогнути Нагибом, војници преузимају власт. Републикански Египат је постао водећа држава у арапском свету.

## Долазак Насера на власт
Суверена власт у Египту након револуције прешла је на Револуционарни савет. Октобра исте године формирана је Национална гарда, добровољна организација египатских патриота. Примала је чланове од 17. до 40. године старости. Њен задатак био је да војно обучи што већи број грађана. Нагим је убрзо почео исказивати незадовољство одлукама Савета. То су настојале искористити партија Вафд и Муслиманска браћа да преузму власт. Марта 1954. године организоване су демонстрације у Каиру са захтевом збацивања Револуционарног савета. Војска и полиција верне Насеру разбиле су демонстрације. Савет је одузео власт Нагибу. Он је остао само симболични шеф државе. Насер је постао председник владе и Револуционарног савета и постао војни гувернер Египта. Године 1954. поништен је уговор са Британцима из 1936. године, а британска војска напушта Египат 1956. године. Потом је Нагиб смењен и заточен. Насер је искористио неуспешан атентат извршен на његовом говору у Каиру. Извршили су га чланови Муслиманске браће, али је Насер оптужио Нагиба за организацију. Организација Муслиманска браћа угашена је. На Бандуншкој конференцији у Индонезији 1955. године, Египат се изјаснио као неутрална страна у Хладном рату.

## Суецка криза
План модернизације и индустријализације Египта захтевао је изградњу бране у Асуану која би давала неисцрпне изворе енергије. САД и Британија одбиле су да финансирају пројекат због тога што је Насер одбио да приступи Багдадском пакту и био близак пријатељ са Титом и Нехруом. Совјетски Савез прихватио је да предузме трошкове изградње. У међувремену је Насеру успело да национализује Суецки канал. Египат је сада потпуно враћен Египћанима. Поражена на политичком плану, Британија ступа у савез са Француском која је била непријатељски настројена према Насеру због његовог пружања помоћи алжирским герилцима у борби за независност. Избила је тзв. Суецка криза. Војска Француске, Британије и Израела напала је Египат који није био у стању да пружи озбиљнији отпор. Пад Насера спречиле су Ајзенхауерове Сједињене Државе и Совјетски Савез које су наложиле Британцима, Французима и Израелцима да сместа напусте Египат. Краткотрајни рат слабљен је у Египту као Насеров успех. Гамал Насер је постао вођа арапског света формирајући нову идеологију: арапски социјализам или насеризам.
Дана 1. фебруара 1958. године Египат се ујединио са Сиријом у јединствену државу под називом „Уједињена Арапска Република“.